# Moris Gontard
Pour les articles homonymes, voir Gontard.
Moris Gontard est un peintre français né le 11 mai 1940 à Nantes.

## Biographie
Son enfance se déroule entre l’Erdre et la Loire.
1956 Études à l’École des Beaux-Arts de Nantes.
En 1962, il commence un séjour de douze ans en Aix-en-Provence, où il travaille comme maquettiste en publicité et peint des affiches pour les salles de cinéma de Marseille. Parallèlement, il commence à se manifester en galerie. Il rencontre Louis Pons.
Première exposition personnelle en 1972.
Moris Gontard s’installe à Paris en 1975.
Il rencontre l'équipe de la revue Chorus : Pierre Tilman, Frank Venaille.
Gontard entre vers 1977 dans le circuit des galeries d’art, pour participer en 1978 à la biennale de Venise. À la suite de son passage à Venise, la fréquence de ses expositions en galerie, tant en France qu’ailleurs, s'accélère et la reconnaissance de l’artiste font qu’il figure à compter de 1988 dans les encyclopédies sur l’Art du XXe siècle.

À la réalité directement perceptible des périodes précédentes se sont substituées des compositions dans lesquelles apparaissent griffures, traces, coulures, collages, espaces colorés heurtés.

« Très souvent, j’aborde la toile abruptement, pas de dessin, pas d’esquisse, puis quelque chose passe dans ma tête, qui me donne une orientation : une forme se clarifie, et elle entraîne tout le reste de la toile… On pourrait croire qu’il y a des milliers de façons de conduire une toile à son terme, mais une seule est la bonne. […] il n’y a pas de sujet, mais parfois un thème et surtout des rapports de matière, de couleurs, de lumière, d’espace… »

Mais la nature est toujours là, omniprésente. Nombreux sont les titres des tableaux qui soulignent cette appartenance: "Germinations", "Au fil de l'eau", "Les bords de l'Erdre", "Voyage à Bornéo", "Le chant matinal", "Le jour se lèvera bientôt", "Dans la forêt tropicale", "Foulque fébrile", "Le génie des marais", "Rivières et marais" ... et le série des "Nymphéas" .

## Expositions personnelles récentes
- 1978-1982-1994-1997 Galerie Convergence, Nantes

- 2001 Château d'eau  Bourges
- 2002 Galerie Protée Paris
- 2003 Centre culturel L'Embarcadère Lille
- 2004 Galerie d'Ys Bruxelles
- 2007 Galerie Françoise Souchaud Lyon
- 2008 Chapelle Saint-Jacques Vendôme
- 2009 Galerie en Aparté Limoges
- 2009 Galerie Béranger Tours
- 2009 Galerie Alain Daudet Toulouse
- 2019 Galerie Serventi Toulouse